# ロルフ・ルディン
ロルフ・ルディン（Rolf Rudin、1961年12月9日 - ）は、ドイツの作曲家、指揮者。

## 来歴
フランクフルトに生まれ、フランクフルト音楽大学とヴュルツブルク音楽大学で音楽教育、作曲、指揮、音楽理論を学んだ。フランクフルト音楽大学ではハンス・ウルリヒ・エンゲルマン（de:Hans Ulrich Engelmann）、ヴュルツブルク音楽大学ではベルトルト・フンメル（de:Bertold Hummel）に師事している。1991年に作曲、1992年に指揮のディプロマを取得した。
さまざまな作曲賞を受賞しており、ドイツ国民学習財団（de:Studienstiftung des deutschen Volkes）やバイエルン州文化省の奨学金を得てパリ国際芸術都市（Citè Internationale des Arts, Paris）にも留学している。
1993年からフランクフルト音楽大学で音楽理論を教えていたが、2003年からはフリーランスの作曲家として管弦楽曲や吹奏楽曲、合唱曲、室内楽曲を発表している。

## 主要作品

### 管弦楽作品
- 秋の歌 ～ロベルト・シューマンへのオマージュ 作品18 (Herbstgesang - Hommage an Robert Schumann, op.18)
- 振付け 作品36 (Choreographie, op.36)

### 吹奏楽作品
- バッカナール 作品20 (Bacchanale, op. 20)
- エングスの夢 作品37 (Der Traum des Oenghus, op. 37)
- ドルイド ～ある神話の記憶 作品38 (Die Druiden - eine mythische Erinnerung, op. 38)
- 無言歌（詩のない歌） (Lieder ohne Worte)